# Panzerzug Lubieniec
Der Panzerzug Lubieniec war ein improvisierter polnischer Panzerzug während des dritten schlesischen Aufstandes von 1921.

## Geschichte

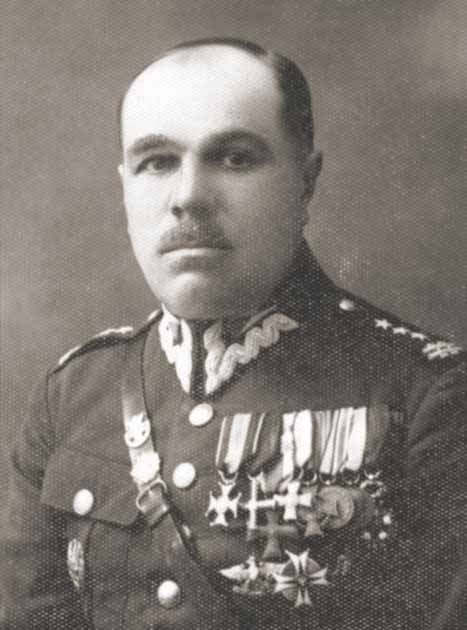
General Stanisław Rostworowski

Als am 2. Mai 1921 der dritte schlesische Aufstand begann, setzten die Aufständischen eine größere Anzahl an Panzerzügen ein, darunter auch den Panzerzug Lubieniec. Dieser wurde am 8. Mai mit Wagen des Panzerzug Zawisza Czarny und des Panzerzug Reduta Ordona zusammengestellt und in Dienst genommen. Ab dem 1. Juni erhielt er die Nummer 9 und wurde Teil der 5. Panzerzugdivision mit der Bezeichnung Pociąg pancerny 9 „Lubieniec“ (kurz: P.P., deutsch: Panzerzug). Der Name kam vom damaligen Major Stanisław Rostworowski, welcher zu dieser Zeit der Stabschef der obersten Heeresleitung war. Er hatte als Pseudonym den Namen Stanisław Lubieniec.

## Technische Daten

### Lokomotiven

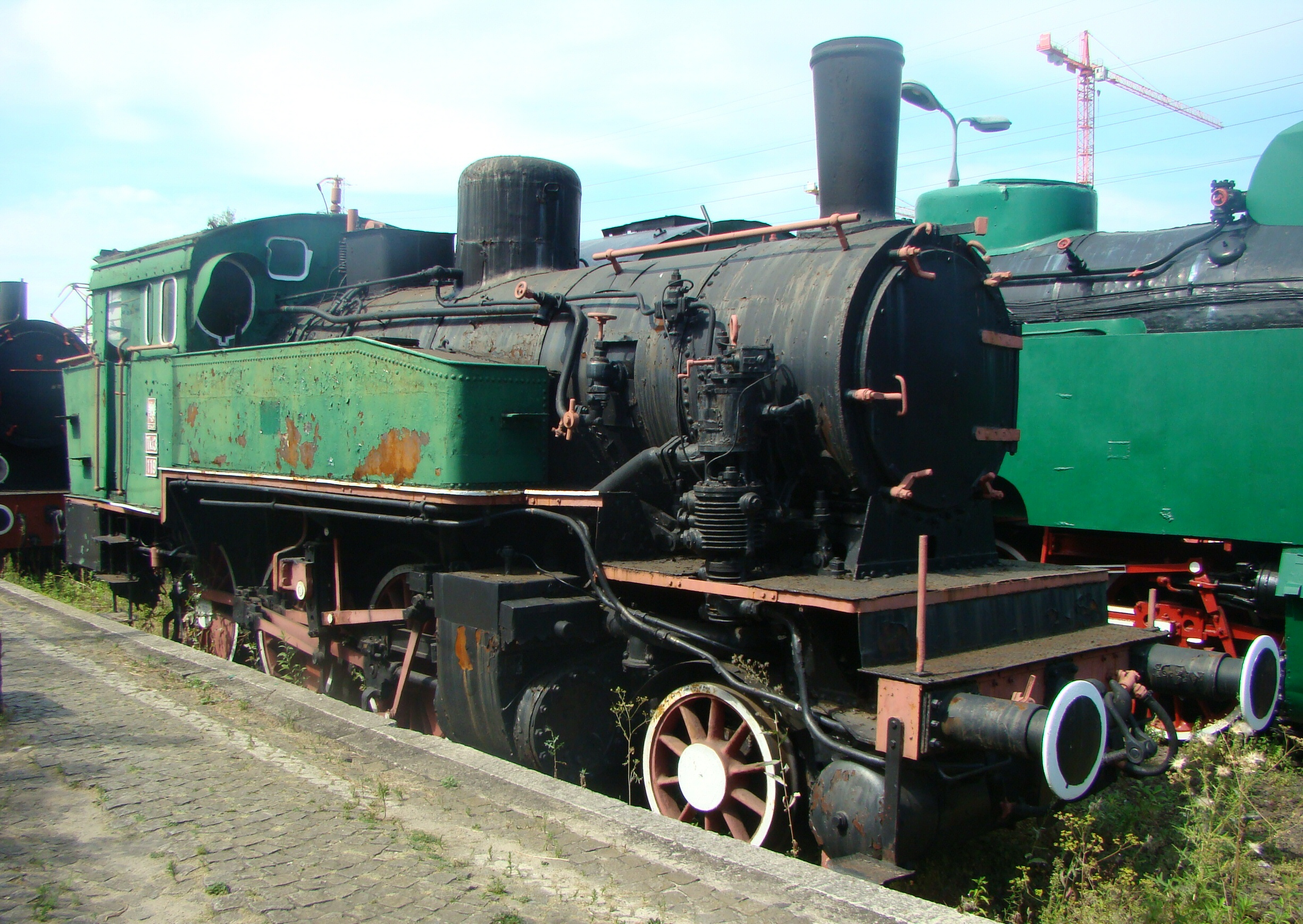
Preußische T 9.3, hier Tki3-119, im Eisenbahnmuseum Warschau

Die genutzte Dampflokomotive des Panzerzug Lubieniec war eine ungepanzerte Preußische T 9.3. Diese Dampflokomotive wurde 1907 bei Henschel & Sohn mit der Werksbezeichnung Henschel 7916/1907 hergestellt. Bei der Preußischen Staatseisenbahnen wurde sie mit der Seriennummer Altona 7278 gelistet. Nach dem Ersten Weltkrieg wurde sie an Polen übergeben und erhielt die Seriennummer TKi3-?.

### Artilleriewagen
Der Panzerzug Lubieniec verfügte über einen Artilleriewagen. Dieser war ursprünglich ein zweiachsiger, gedeckter Güterwagen aus Holz mit der Seriennummer 59658. Er wurde in Polen mit Beton gepanzert und verfügte über eine deutsche 7,7-cm-Kanone 1916.

### Maschinengewehrwagen
Weiterhin verfügte der Panzerzug Lubieniec über zwei Maschinengewehrwagen mit den Seriennummern 20595 und 29181. Beide waren ebenfalls gedeckte Güterwagen mit einer Panzerzug aus Beton oder Sandsäcken.

### Abstoßwagen
Am Anfang und am Ende des Zuges befanden sich je ein zweiachsiger Flachwagen, welche als Abstoßwagen genutzt wurden.

## Einsatz
Ab Ende Mai 1921 beteiligte sich der Panzerzug Lubieniec an Kämpfen in der Gegend von Kędzierzyn. Am 3. Juni wurde er in mehrere Gefechte gegen deutsche Truppen auf der Eisenbahnlinie zwischen Kędzierzyn und Sławięcice verwickelt. Vom 4. bis 12. Juni kam es immer wieder zu kleineren Kämpfen im Bereich von Kędzierzyn, welcher er alle überstand. Nach dem Ende des Aufstandes wurde der Panzerzug aufgelöst.

## Zugpersonal
Die Besatzung des Panzerzuges bestand aus einem Offizier und 24 Unteroffizieren und Mannschaftssoldaten.
- Zugkommandant Oberleutnant Stefan Kutzner
- Zugkommandant Leutnant Oswald Rohatyner

## Zugzusammensetzung
Die Zusammensetzung des Zuges wird von vorne nach hinten aufgeführt:
- Abstoßwagen
- Artilleriewagen
- Sturmwagen
- Panzerlokomotive (Seriennummer: OKi1-?)
- Artilleriewagen
- Sturmwagen